# The Boys in the Band (obra de teatro)
The Boys in the Band (en español Los chicos de la banda o Los muchachos de la banda) es una obra de Mart Crowley. La obra se estrenó en el circuito off-Broadway en 1968, y fue reestrenada en Broadway para su 50 aniversario, en 2018. La obra gira en torno a un grupo de hombres gays que se reúnen para una fiesta de cumpleaños en la ciudad de Nueva York, lo cual fue sumamente innovador en su momento, por representar la vida gay urbana sobre un escenario y en plenos años sesenta. De la obra se ha dicho que fue "un verdadero cambio en el mundo del teatro, pues conThe Boys in the Band se ayudó a desencadenar una revolución, al poner la vida de los gays sobre el escenario, sin pedir disculpas ni juzgarlos, en un mundo que aún no estaba dispuesto en absoluto a aceptarlos".
El cineasta William Friedkin la adaptó al cine en 1970 con el mismo título, y el mismo elenco de actores que la habían estrenado en Broadway, entre ellos Robert La Tourneaux, quien siempre interpretó el papel de Texas. La obra tuvo una segunda adaptación al cine en 2020, bajo la dirección de Joe Mantello.
La obra se estrenó en México en 1974 gracias a la iniciativa de la activista gay Nancy Cárdenas, bajo el título de Los muchachos de la banda. Fue la primera obra abiertamente gay estrenada en México. En España se estrenó en 1975 como Los chicos de la banda.

## Título y creación
The Boys in the Band fue escrita por el dramaturgo estadounidense Mart Crowley. En 1957 Crowley comenzó a trabajar para varias compañías de producción de televisión, antes de conocer a Natalie Wood en el set de su película Esplendor en la hierba mientras trabajaba como asistente de producción. Wood lo contrató como su asistente, principalmente para darle suficiente tiempo libre para trabajar en su obra de teatro de temática gay The Boys in the Band. Wood, amiga cercana de Crowley, lo inspiró a mudarse de Nueva York a Hollywood. Según el amigo de Crowley, Gavin Lambert, Wood simpatizaba con la escena gay de Hollywood, y apoyaba financieramente a Crowley para que pudiera escribir su obra. Crowley trabajó como asistente para Wood y su esposo Robert Wagner, durante muchos años.

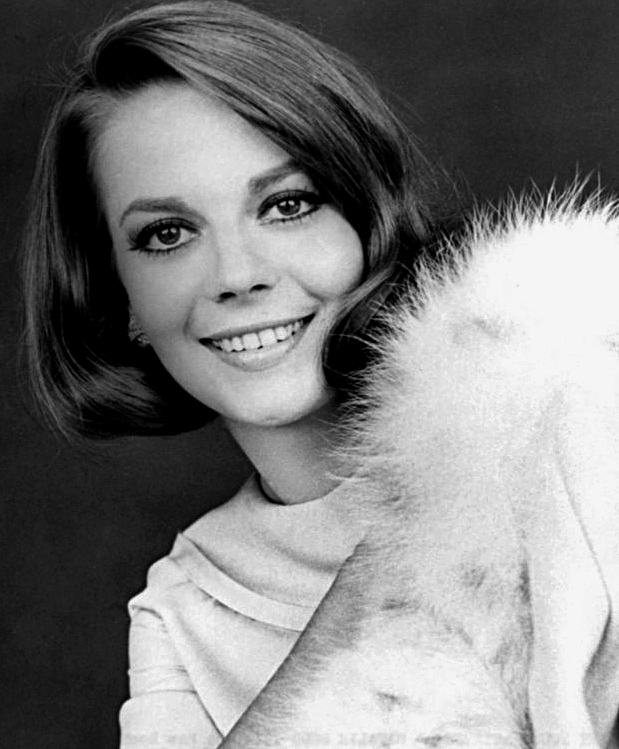
La actriz Natalie Wood.

Después de que se cancelaran varias producciones cinematográficas de Hollywood en las que estaba colaborando, su adinerada amiga Diana Lynn lo contrató y lo alojó. Vivía en una mansión georgiana de Hollywood, donde sólo tenía que "organizar cenas y beber hasta el olvido". Comenzó a escribir en lugar de beber, y comenzó a trabajar en The Boys in the Band. Según Crowley, tenía un amigo simpático del que periódicamente tomaba comentarios irónicos, y en el que se basa el personaje de Michael.
Crowley le dijo a Dominick Dunne sobre el título: "Es esa línea en A Star is Born, cuando James Mason le dice a Judy Garland angustiada: "Estás cantando para ti y para los chicos de la banda".
Según Crowley, su motivación para escribir la obra no fue el activismo, sino la ira que "sentí en parte conmigo mismo y mi carrera, pero también tuvo que ver con la actitud social de las personas que me rodeaban y las leyes de aquellos días". Él dice que "quería que la injusticia en que vivían -todos esos personajes - fuera conocida". Crowley también ha declarado: "No era un activista, entonces ni ahora. No sé qué fue lo que me dio. Yo simplemente escribí la verdad".
Crowley se recreó un poco a sí mismo en Michael, describiéndolo como "una persona compleja, que es consciente de lo que es políticamente correcto, pero que tiene una especie de desprecio por ello". Llamó a Donald "un florete para Michael" el personaje inspirado en el amigo de Crowley.  
En el documental de 1995 The Celluloid Closet, Crowley explicó sobre la obra: "El humor autocrítico nació de una baja autoestima, y de lo que los tiempos que estábamos viviendo decían de nosotros mismos".

## Argumento

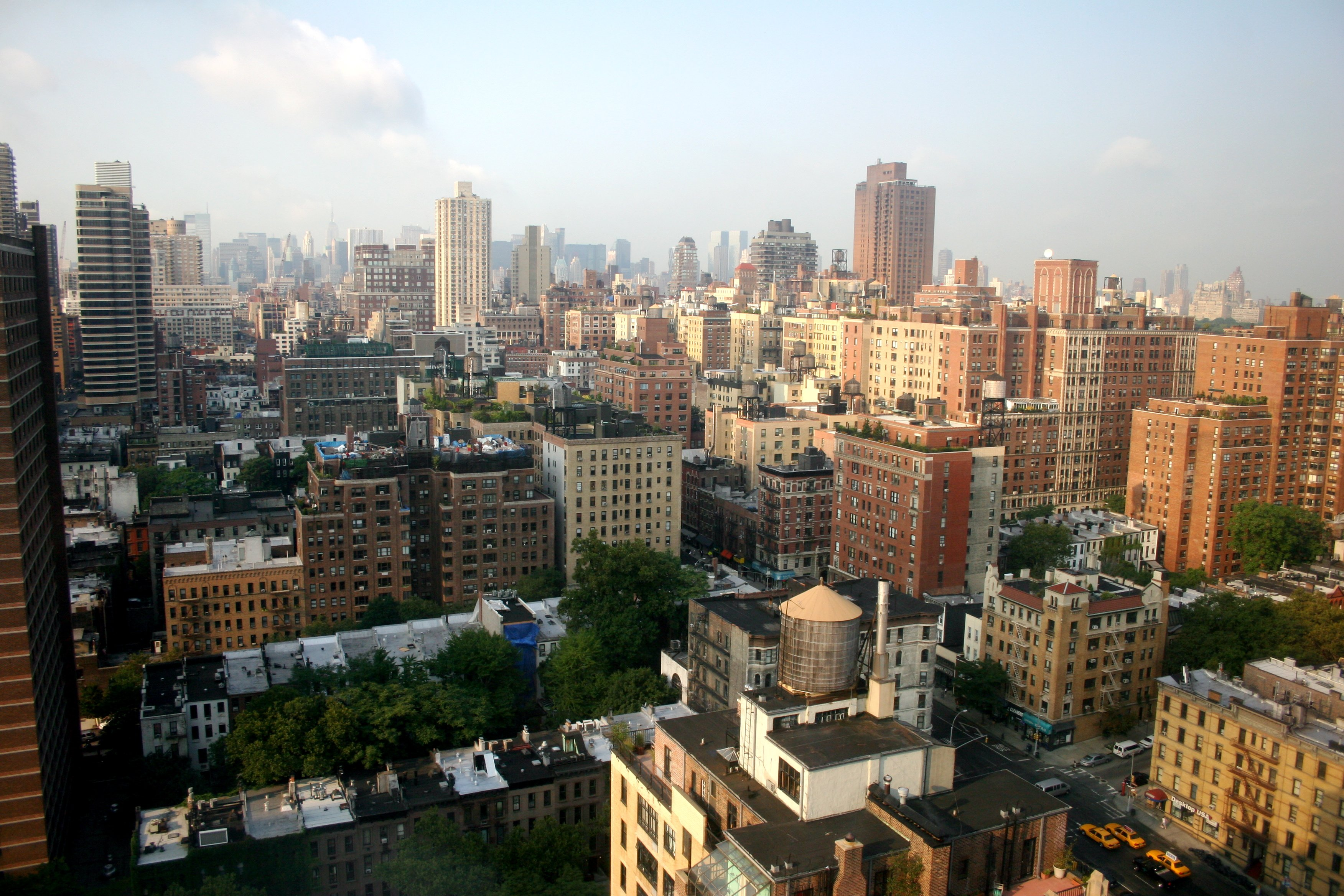
El Upper East Side de Manhattan, Nueva York

La obra se desarrolla en un apartamento en el Upper East Side de Manhattan, y los antecedentes de los personajes se van revelando en el transcurso de la fiesta de cumpleaños. Se celebra el cumpleaños de Harold, y sus amigos más íntimos, los chicos de la banda, le preparan una gran fiesta en el apartamento de Michael. Y uno de los regalos que recibirá Harold es Texas, un prostituto. La fiesta será perfecta, provista de abundante alcohol y baile, hasta que hace su entrada Alan, antiguo compañero de la universidad de Michael, quien a pesar de autoproclamarse heterosexual, es de sobra conocido por sus escarceos con otros hombres. Para provocar que Alan reconozca que es gay, Michael organiza un juego aparentemente inofensivo. Cada uno de ellos, deberá llamar por teléfono a aquella persona de la cual estuvieron enamorados y por la que aun sienten algo, y confesarle sus verdaderos sentimientos. Con lo que no contaban, es que dicho juego pondrá a prueba la amistad y unión del grupo, así como que golpeará a varios de los partícipes, especialmente al anfitrión y creador del juego Michael, quien, creyendo que Alan finalmente ha salido del armario hace su llamada, pero le quita el teléfono y descubre que Alan en realidad, ha llamado a su esposa.
- Harold celebra su cumpleaños. Se vuelve cada vez más malhumorado por perder su aspecto juvenil y afirma que ya no puede atraer a hombres jóvenes y lindos.
- Cowboy o Texas, es un atractivo prostituto rubio, "no demasiado brillante", uno de los regalos de cumpleaños de Harold.

- Alan McCarthy un invitado inesperado a la fiesta. Alan se casó con un amiga de la universidad, y está de visita en Nueva York, ansioso por contarle algo a Michael, pero duda en hacerlo frente a los demás. Se sugiere que alguna vez tuvo relaciones gays, mientras estaba en la universidad, pero su orientación sexual nunca se menciona explícitamente, dejándola a la interpretación del público.

La fiesta está a cargo de los seis amigos más cercanos de Harold:
- Michael que es el "amigo-enemigo" de Harold, el anfitrión, un católico no practicante y alcohólico. Él es el catalizador de la mayor parte de la trama de la obra.
- Donald es el novio conflictivo de Michael que se mudó de la ciudad a Los Hamptons, por despreciar el "estilo de vida" gay, y está asistiendo a terapia psicoanalítica.
- Bernard es un bibliotecario afroestadounidense, que todavía suspira por el chico rico blanco en cuya casa su madre trabajaba como empleada doméstica.
- Emory es un decorador de interiores extravagante y afeminado. A menudo cursi, en su sentido del humor, lo que no hace si no irritar a los demás.
- Larry es un fotógrafo de moda, que prefiere tener múltiples parejas sexuales.
- Hank es el novio de Larry, quien se ha casado con una mujer pero de la que está separado y se está divorciando. Él "pasa" por heterosexual y está en desacuerdo con Larry en el tema de la monogamia.

## Representaciones españolas destacadas
- Teatro Barceló, Madrid, 3 de septiembre de 1975.
  - Dirección: Jaime Azpilicueta.
  - Escenografía: Emilio Burgos.
  - Intérpretes: Manuel Galiana, Andrés Resino, Damián Velasco, Ramón Corroto, Joaquín Kremel, José Luis Pellicena, Julio Gasette, Ricardo Tundidor, David Carpenter.
- Teatro Lara, Madrid, 5 de febrero de 2004.
  - Dirección: Pedro García de las Heras.
  - Versión: Luis Antonio de Villena.
  - Intérpretes: Juan Carlos Naya, Jesus Cisneros, Jesus Ruyman, Jesus Noguero, Alejandro Tous, Emilio Buale, José Ramón Villar, Ismael Martínez, Pepe Pascual, Fernando Albizu.

## Representaciones mexicanas destacadas
- Teatro de la Ciudadela, Ciudad de México, 1982.
  - Dirección: Nancy Cárdenas
  - Interpretes: Otto Sirgo, Ricardo Cortés, Sergio Klainer, Rodolfo Rodríguez, Alfonso Iturralde, José Roberto Hill, Juan Carlos Serrán.
- Teatro Xola, Ciudad de México, 4 de octubre de 2019.
  - Dirección: Pilar Boliver
  - Interpretes: Horacio Villalobos, Juan Ríos Cantú, Juan Carlos Martín del Campo, Aldo Guerra.[17]

## Producciones teatrales

### Estreno de 1968
Mientras Crowley estaba lanzando su pieza teatral, los primeros agentes prefirieron mantenerse alejados del proyecto, pero recibió el espaldarazo del dramaturgo Edward Albee y Richard Barr, quien en ese momento era el jefe de las Unidades de Dramaturgos de Nueva York. Para la producción, resultó ser "casi imposible encontrar" actores dispuestos a interpretar personajes gays. Un viejo amigo de la universidad de Crowley, Laurence Luckinbill, de 33 años, acordó interpretar a Hank a pesar de las advertencias de su agente de que ello significaría el final de su carrera como actor, y eso que su agente era lesbiana. A Crowley, asimismo, le resultó difícil encontrar productores y propietarios de teatros interesados en el proyecto.
La obra se estrenó en el off-Broadway el 14 de abril de 1968, en el Teatro Four, y se despidió el 6 de septiembre de 1970, después de 1.001 representaciones. Dirigido por Robert Moore, el elenco incluyó a Kenneth Nelson como Michael, Peter White como Alan McCarthy, Leonard Frey como Harold, Cliff Gorman como Emory, Frederick Combs como Donald, Laurence Luckinbill como Hank, Keith Prentice como Larry, Robert La Tourneaux como Cowboy (o Texas), y Reuben Greene como Bernard. 
La obra fue una de las primeras obras de teatro en presentar una historia centrada en hombres gays. En 1968, aunque originalmente estaba programada para cinco presentaciones en un pequeño local en Broadway, fue un éxito rutilante, por lo que se mudó a un teatro más grande. La obra pasó también a presentarse en Londres. Según The New York Times, el actor Laurence Luckinbill perforó un agujero en el set para poder ver quienes se sentaban en las primeras filas de la platea, y para su sorpresa, en las primeras semanas, vio a Jackie Kennedy, Marlene Dietrich, Groucho Marx y Rudolf Nureyev, así como el propio el alcalde de Nueva York, John Lindsay. A pesar del éxito de la obra, todos los miembros gays de la compañía original, no salieron del armario después del estreno. Entre 1984 y 1993, cinco de los gays de la producción original (así como el director Robert Moore y el productor Richard Barr) fallecieron como consecuencia de la epidemia de VIH/sida.

### Reestrenos off-Broadway
La obra fue reestrenada en el off-Broadway en el Teatro Lucille Lortel en 1996, del 6 de agosto al 20 de octubre. The Boys in the Band fue presentada por Transport Group Theatre Company de Nueva York, desde febrero de 2010 hasta el 14 de marzo de 2010, dirigida por Jack Cummings III.
En 2002, Crowley escribió The Men from the Boys, una secuela de la obra, que tiene lugar 30 años después del original. The Men from the Boys se estrenó en San Francisco en 2002, dirigida por Ed Decker, y fue producida también en Los Ángeles en 2003.
Una reposición llegó a los escenarios de Londres en octubre de 2016, como la primera reposición en dos décadas, la cual recibió una crítica positiva del periódico The Observer. Esta versión estuvo protagonizada por Mark Gatiss como Harold.

## Nueva producción en Broadway
Una producción de Broadway de The Boys in the Band, dirigida por Joe Mantello, se estrenó en el Teatro Booth, el 30 de abril de 2018, oficialmente el 31 de mayo, y se prolongó hasta el 11 de agosto. Esta producción, organizada para el 50 aniversario del estreno original de la obra, estuvo protagoniza por Matt Bomer, Jim Parsons, Zachary Quinto y Andrew Rannells, así como Charlie Carver, Brian Hutchison, Michael Benjamin Washington, Robin de Jesús y Tuc Watkins. Quinto interpreta a Harold, cuyo cumpleaños desata toda la trama. La producción decidió, que todos los papeles gays fueran interpretados exclusivamente por actores abiertamente gays.
Esta producción ganó el Premio Tony 2019 al mejor reestreno de una obra teatral. Dos años después, Mantello y Ryan Murphy realizaron una adaptación filmatográfica con el mismo elenco de Broadway, la cual fue distribuida por la plataforma de streaming Netflix. Tuvo su estreno en septiembre del 2020.

## Elenco de la producción aniversario de 2018
|                         |
| El actor gay Matt Bomer |

|                          |
| El actor gay Jim Parsons |

|                             |
| El actor gay Zachary Quinto |

|                              |
| El actor gay Andrew Rannells |

|                             |
| El actor gay Charlie Carver |

|                              |
| El actor gay Brian Hutchison |

|                             |
| El actor gay Robin de Jesús |

|                          |
| El actor gay Tuc Watkins |

## Lecturas recomendadas
- Lambert, Gavin (2005). Natalie Wood: A Life (First ed.). Backstage Books. ISBN 0-8230-8829-4.

- ABC

- ABC

- Datos: Q7719764